# Lago Mweru
O lago Mweru ou lago Mueru é lago de água doce no percurso do rio Congo, ficando situado na fronteira entre a República Democrática do Congo (região de Catanga) e a Zâmbia, a cerca de 150 km a sul do lago Tanganica. Com 96 km de comprimento por 45 km de largura, orientado na direção nordeste-sudoeste, tem área de 4650 km² e profundidade máxima de 37 m. "Mweru" significa "lago" em várias línguas bantas locais.
É alimentado principalmente pelo rio Luapula. O emissário do lago é o rio Luvua, que alimenta o rio Lualaba, que é o nome que recebe o rio Congo na sua parte superior. O lago inclui a ilha Quíloa na sua parte meridional.
Esteve durante muito tempo isolado, só se chegando a ele através de caminhos florestais, tanto no lado zambiano como no lado congolês. Em 1987 uma estrada asfaltada foi construída até à aldeia de Nchelenge na Zâmbia, e a população tem crescido rapidamente, aproveitando a pesca neste lago.
Os principais lugares habitados da parte congolesa são Pweto e Quíloa.